# Liste des arrêts de la Cour suprême des États-Unis, volume 527
Ceci est une liste des arrêts de la Cour suprême des États-Unis du volume 527 de l’United States Reports:

## Liste
- Neder v. United States, 527 U.S.  1 (1999)
- Chicago v. Morales, 527 U.S.  41 (1999)
- Lilly v. Virginia, 527 U.S.  116 (1999)
- Dickinson v. Zurko, 527 U.S.  150 (1999)
- Greater New Orleans Broadcasting Assn., Inc. v. United States, 527 U.S.  173 (1999)
- Cunningham v. Hamilton County, 527 U.S.  198 (1999)
- West v. Gibson, 527 U.S.  212 (1999)
- NASA v. FLRA, 527 U.S.  229 (1999)
- Strickler v. Greene, 527 U.S.  263 (1999)
- Grupo Mexicano de Desarrollo, S. A. v. Alliance Bond Fund, Inc., 527 U.S.  308 (1999)
- Martin v. Hadix, 527 U.S.  343 (1999)
- Jones v. United States, 527 U.S.  373 (1999)
- Jefferson County v. Acker, 527 U.S.  423 (1999)
- Maryland v. Dyson, 527 U.S.  465 (1999) (per curiam)
- Fertel-Rust v. Milwaukee County Mental Health Center, 527 U.S.  469 (1999) (per curiam)
- Sutton v. United Air Lines, Inc., 527 U.S.  471 (1999)
- Murphy v. United Parcel Service, Inc., 527 U.S.  516 (1999)
- Kolstad v. American Dental Assn., 527 U.S.  526 (1999)
- Albertson's, Inc. v. Kirkingburg, 527 U.S.  555 (1999)
- Olmstead v. L. C., 527 U.S.  581 (1999)
- Florida Prepaid Postsecondary Ed. Expense Bd. v. College Savings Bank, 527 U.S.  627 (1999)
- College Savings Bank v. Florida Prepaid Postsecondary Ed. Expense Bd., 527 U.S.  666 (1999)
- Alden v. Maine, 527 U.S.  706 (1999)
- Ortiz v. Fibreboard Corp., 527 U.S.  815 (1999)
- Whitfield v. Texas, 527 U.S.  885 (1999) (per curiam)

## Source
- (en) Cet article est partiellement ou en totalité issu de l’article de Wikipédia en anglais intitulé « List of United States Supreme Court cases, volume 527 » (voir la liste des auteurs).